# Hans Asper
Hans Asper (Zurique, 1499 — Zurique, 21 de março de 1571) foi um pintor suíço, cujos trabalhos preservam vínculos com a tradição gótica tardia.

## Biografia
Hans Asper era filho de Heinrich Asper, do Conselho de Zurique. Em 1526, casou-se naquela cidade com a filha do grão-conselheiro Ludwig Nöggi. Seu filho, Hans Rudolf Asper, nasceu em 1531 e mais tarde tornou-se também um pintor de sucesso. O neto de Asper, Hans Konrad Asper, foi escultor e arquiteto e trabalhou em Viena e Munique.
Ele se utilizou de uma grande variedade de estilos, mas se destacou principalmente em retratar flores e frutas, e no retrato pictórico. Muitos de seus quadros não mais existem, mas seu estilo pode ser julgado a partir das ilustrações da enciclopédia Historia animalium ("Histórias dos Animais") publicada em Zurique em 1551-1558 e 1587, por Conrad Gessner, para a qual ele diz ter fornecido desenhos e os retratos de Ulrich Zwingli e da filha deste, Regula Gwalter, que estão preservados na biblioteca pública de Zurique. Tem sido comum classificar Asper entre os alunos e imitadores de Hans Holbein, o Jovem, mas uma inspeção de suas obras é suficiente para mostrar que isso é um erro. Embora Asper tenha adquirido grande reputação entre seus concidadãos, que o elegeram membro do Grande Conselho de Zurique em 1545, e tenha sido homenageado com uma medalha cunhada em sua honra, parece ter morrido na pobreza.

## Obras selecionadas
De toda a sua criação, restam hoje cerca de trinta quadros, que estão na sua maioria em museus suíços e são datados de 1531 a 1564. Eles retratam altos magistrados de Zurique e reformadores religiosos importantes da época, principalmente aqueles ligados a Ulrich Zwingli. São muitas vezes claramente definidos como pertencentes ao estilo gótico tardio, com cores fortes, em sua maioria imagens de bustos com fundo verde, sem levar em conta interiores ou vistas de paisagem.

## Galeria

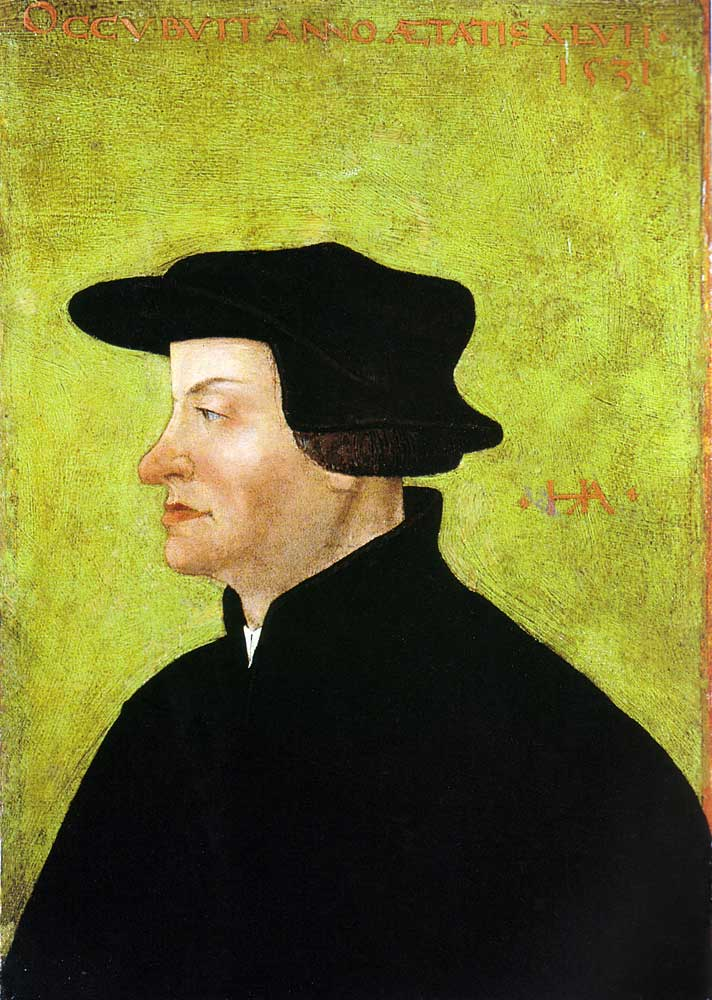
Ulrich Zwingli, c. 1531
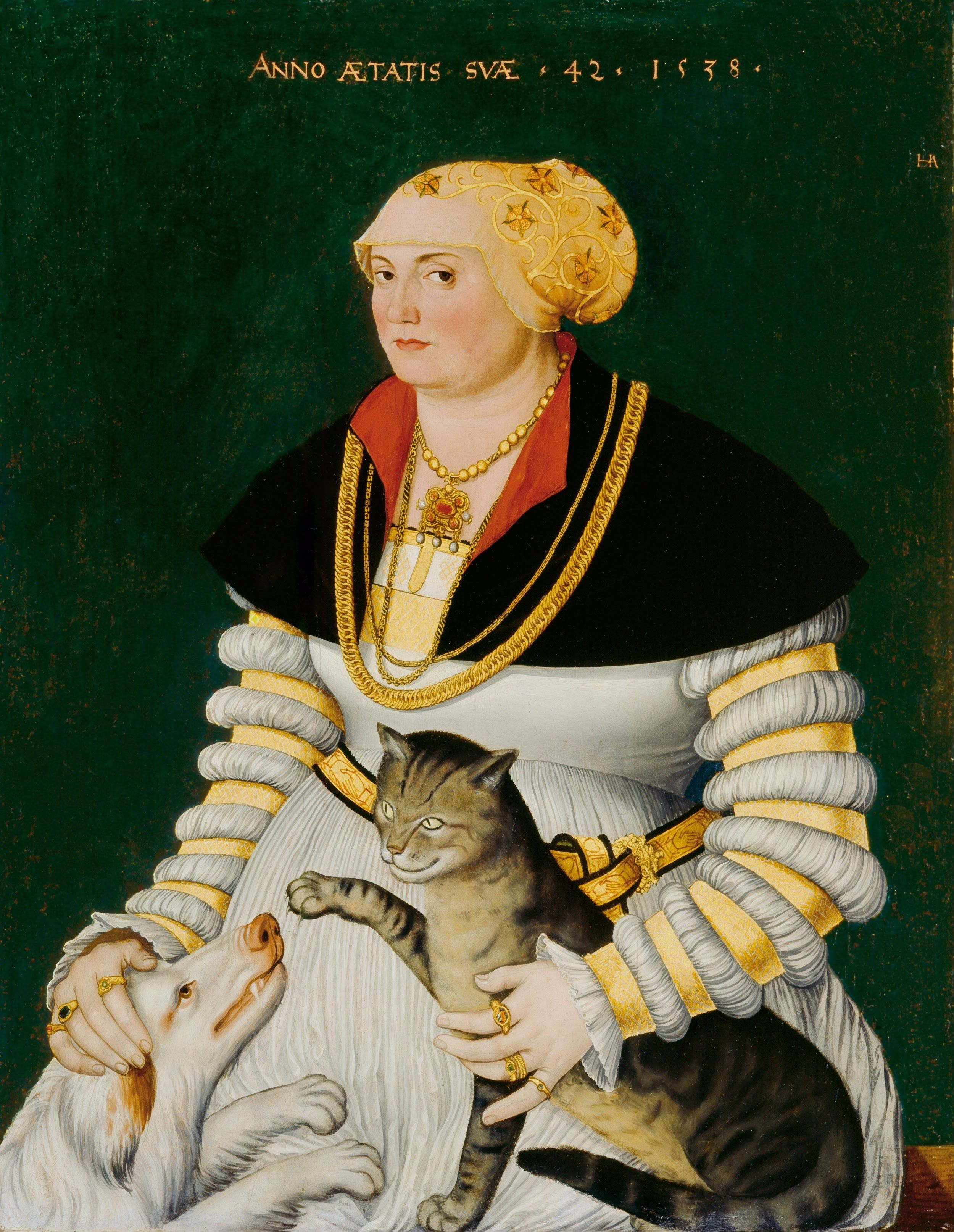
Cleophea Holzhalb, 1538
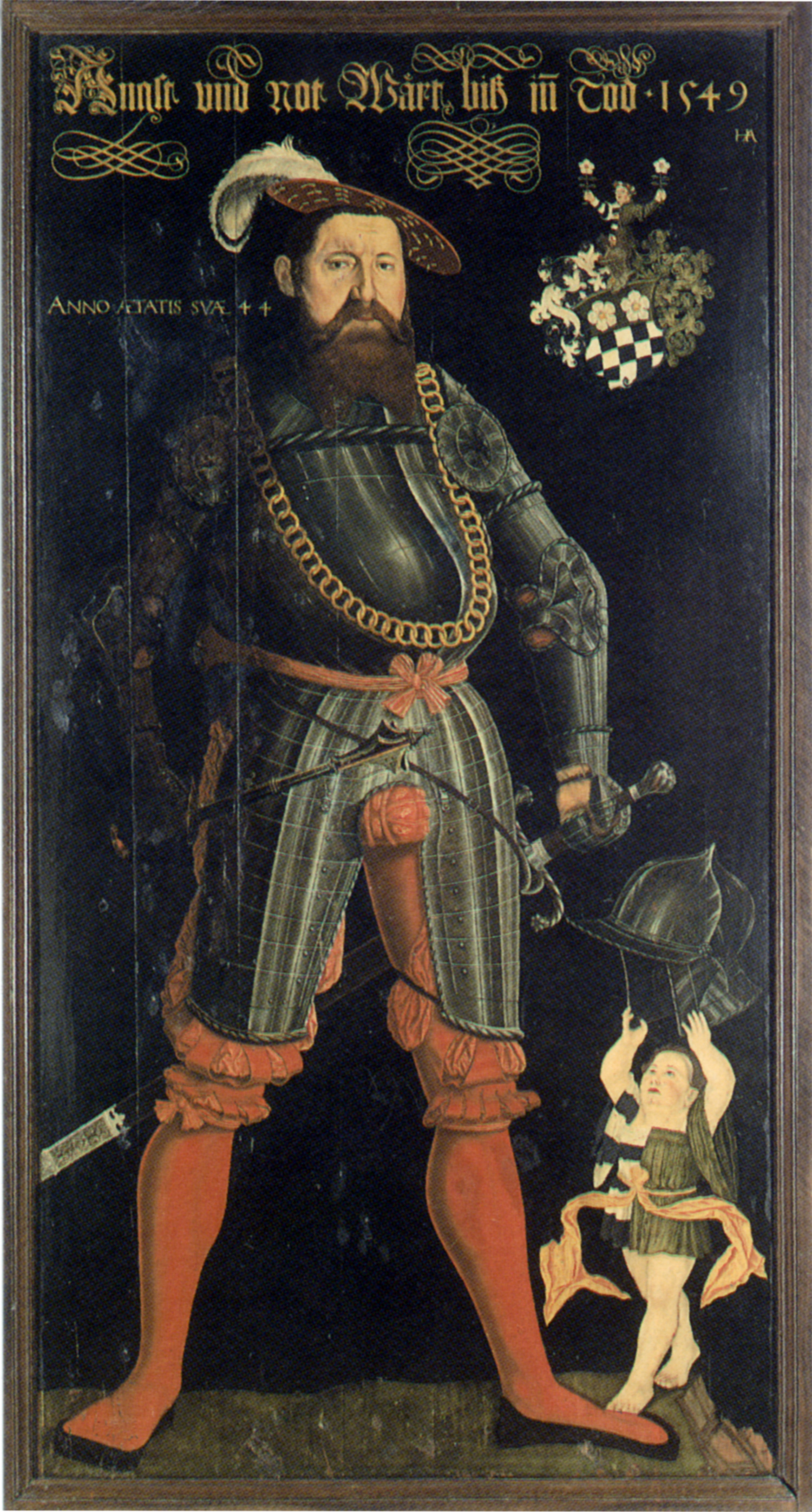
Wilhelm Frölich, 1549
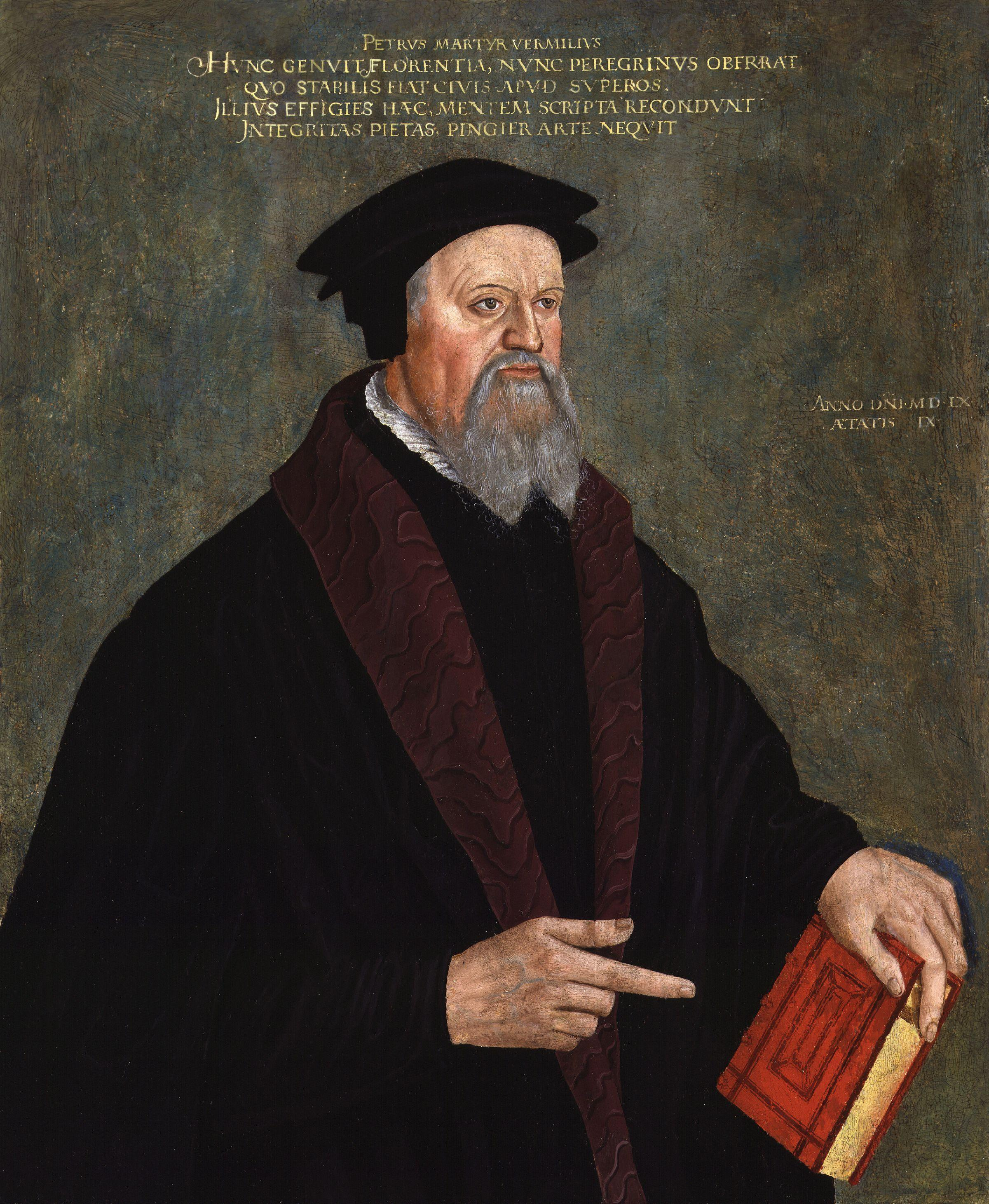
Pietro Martire Vermigli, 1560